# 乾村
乾村（いぬいむら）は、かつて岐阜県武儀郡にあった村である。
合併で山県郡美山村（1964年に町制施行し、美山町）となり、現在は山県市の一部である。
村名は、武儀郡の北西(戌亥)の方角にあることから命名された。
旧・美山町の東部に位置し、四方を山に囲まれた村であった。

## 歴史
- 江戸時代末期、この地域は美濃国武儀郡であり、尾張藩領であった。
- 1889年（明治22年）7月1日 - 船越村、出戸村、日永村、相戸村、柿野村が合併し発足。
- 1955年（昭和30年）4月1日 - 山県郡富波村・谷合村・葛原村・北山村・北武芸村・武儀郡西武芸村と合併し美山村が発足。同日乾村廃止。
- 1964年（昭和39年）4月1日 - 美山村が町制施行し美山町となる。

## 教育
- 乾村立乾小学校（2010年に富波小学校と西武芸小学校と統合され、現・山県市立美山小学校。）
- 乾村立柿野小学校 （1997年に乾小学校と統合され、廃校）
- 乾村立柿野小学校西洞分校 （1970年に西洞地区が集団離村したことにより廃校、１年生から３年生までが通学、４年生になると本校に通学。）
- 乾村立乾中学校 （1966年に富波中学校、乾中学校、西武芸中学校が統合され、美山町立美山南中学校。2003年に美山北中学校と統合され、現・山県市立美山中学校）

## 神社・仏閣
- 垣野神社
- 清瀬神社